# W d'Andròmeda
W d'Andròmeda (W Andromedae) és una estrella variable a la constel·lació d'Andròmeda. Es classifica com una estrella variable Mira del tipus S, i varia des d'una magnitud visual aparent de 14,6 amb una brillantor mínima fins a una magnitud de 6,7 amb una brillantor màxima, amb un període d'aproximadament 397,3 dies. L'estrella perd massa a causa dels vents estel·lars a un ritme de 2,79 × 10−7 masses solars per any.